# Divan (institution)
Pour les articles homonymes, voir divan.
Divan (ديوان, dīvān) est un mot persan signifiant « administration ». Ce terme désigne par extension le siège où, dans les temps anciens et plus précisément sous l'empire perse sassanide, les hauts fonctionnaires de l'empire prenaient place. Il s'agissait de grands sièges à dossier semblables à des canapés contemporains. Toujours par extension ce terme renvoie aussi au registre des actes administratifs. À partir du vocable « divan » ont été construites de nombreuses expressions très répandues tant dans la terminologie politique qu'en droit administratif iranien. À titre d'exemple on peut citer divânsâlari qui désigne la bureaucratie.        
Après l'invasion de la Perse par les Arabes, ces derniers n'ayant aucune connaissance ni expérience en matière administrative, ont fini par avoir recours aux anciens fonctionnaires iraniens.[réf. nécessaire] En effet, la gestion des territoires occupés exigeait une administration bien organisée ce qui faisait défaut aux conquérants musulmans. À mesure que les fonctionnaires iraniens regagnaient leur place, la terminologie administrative persane s'imposait et se répandait dans tous les territoires conquis par l'Islam. C'est ainsi que le mot « divan » est aujourd'hui largement utilisé dans le monde islamique et même en Occident.

## Monde ottoman
Le mot « divan » provient du turc « divan », conseil du sultan ottoman ; réunion de ce conseil et salle où il se réunit et par extension : le gouvernement turc. Il désigne aussi, dans les maisons turques, une vaste salle où l'on reçoit les visites de cérémonie.
Un recueil des œuvres des auteurs musulmans s'appelle aussi un « divan ».

## Monde arabo-perse
Une anecdote racontée par l'historien Ibn Khaldoun (1332 - 1406) laisse entendre que le mot est plutôt d'origine persane. En persan le mot divan et le mot fou se ressemblent (persan : ديوانه dīvāneh, fou et ديوان dīvān, recueil de poèmes ; tribunal) et peut faire penser au mot div qui désigne un démon (persan: ديو dīv, « démon », « gnome »). Le roi sassanide Khosro Ier (Chosroès) est émerveillé par l'habileté de ses secrétaires : 

« C'est ce qui a fait dire à Khosrô, lorsqu'il a remarqué la perspicacité et l'intelligence de ses secrétaires : « Dîvâneh », c'est-à-dire qu'ils sont des démons et des fous... De là dérive le mot dîvân, qui désigne les secrétaires. »

— Ibn Khaldûn, le Livre des Exemples. Tome 1, Muqaddima V, XXXII, éditions la Pléiade
Dans ce premier sens, divan commence par désigner les gouvernements abbassides puis ottomans, mais aussi certains recueils de poèmes, dans ce cas on écrit parfois diwan. Par exemple, Le Divan occidental-oriental (West-östlicher Divan) est un recueil poétique de Goethe (1819), inspiré des poètes persans et arabes.
- Le Diwan al madhalim a été institué au Maroc, en 2001, comme équivalent d'un ombudsman.
- Le Diwan de la Cour royale joue un rôle semblable au Sultanat d'Oman, mais gère aussi les affaires personnelles du sultan.
- Le Divan d'Alger ou de l'Odjak était l'assemblée politico-religieuse et des bénéfices de la régence d'Alger, contrôlée par les janissaires d'Alger.

## Monde indien

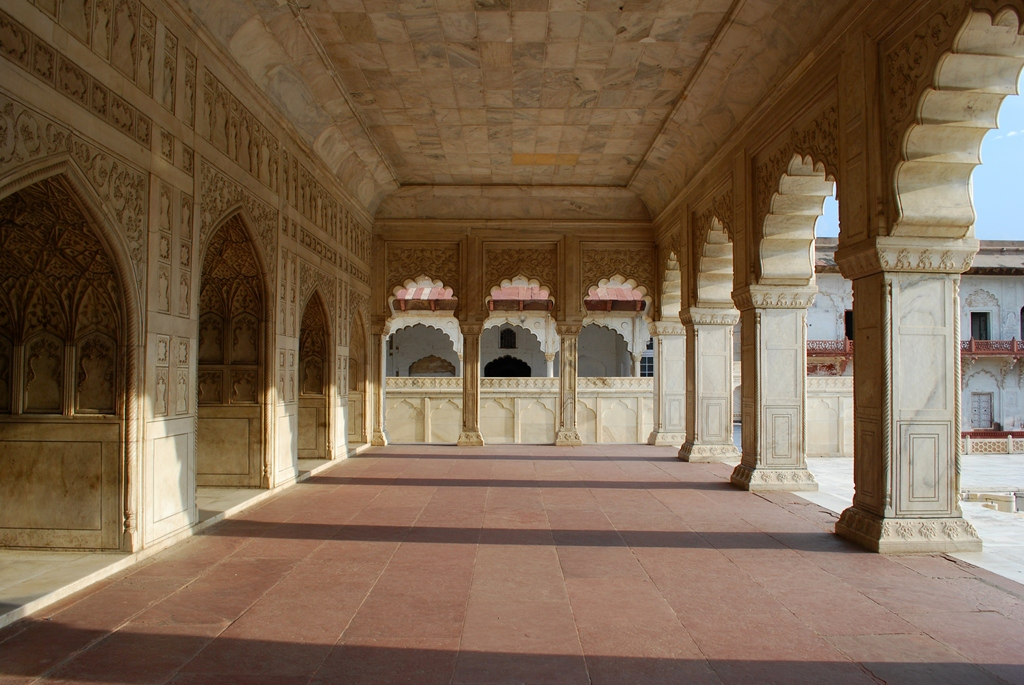
Dīvān-i-Khās (salles d'audiences privées) dedans Fort Rouge d'Āgrā.

Dans le monde indien — on notera alors dîvân ou dîwân — le titre est utilisé pour désigner un ministre, généralement des Finances et des Impôts auprès des souverains musulmans et particulièrement moghols. Il a été utilisé aussi, plus rarement, sous les sultans de Delhi pour désigner le ministre des Armées. L'empereur moghol confiait au dîvân, lors de sa nomination, une écritoire portative en métal précieux, ornée de pierres précieuses ou un encrier en or, l'insigne de sa charge, qui était rendu au souverain lorsque le dîvân perdait sa charge.
Le terme va se décliner durant la période moghole, il désigne alors les ministres et leur ministère, Dîvân-i Âm, le Conseil de l'empereur,  Dîvân-i Arz, le ministère des Armées, Dîvân-i Qâzî, le ministère de la Justice, Dîvân-i Bândâgan, le ministère des esclaves, etc. 
Sa déclinaison en Dîvân-i Âm et  Dîvân-i Khâs est la dénomination des salles d'audiences, publiques pour le premier, privées pour le deuxième que l'on trouve dans les forts moghols, comme le Fort Rouge d'Âgrâ ou celui de Delhi. Le Dîvân-i Khâs de Fatehpur-Sikrî est renommé pour son pilier central décoré dans le style goujeratî, complexe et fleuri.

## Sikhisme
Dans le sikhisme, le rassemblement d'une congrégation pour le culte est appelé « diwan » ou « dewan ». Dans un complexe d'un grand temple, un gurdwara, la plus grande pièce où se tiennent les réunions de grande assemblée peut aussi être dénommée diwan.